# Meziopštinský historický archiv Valjevo

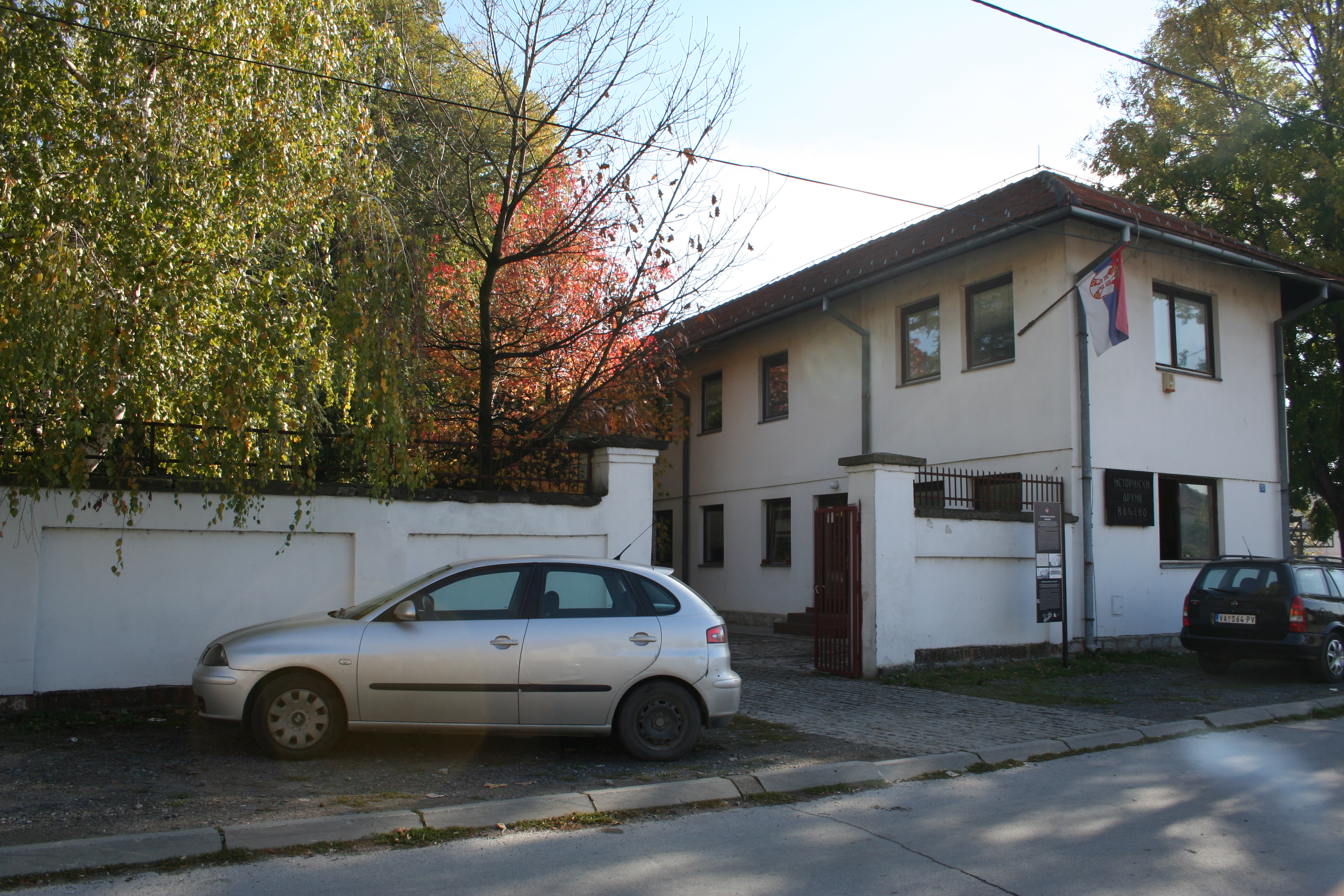
Budova archivu.

Meziopštinský historický archiv Valjevo (srbsky Међуопштински историјски архив Ваљево) je kulturní instituce všeobecného významu, která se věnuje ochraně, uspořádání a archivování na území Kolubarském okruhu v Srbsku. Archiv sídlí v budově, kde se za první světové války nacházela vojenská nemocnice a špitál zde sídlil nějakou dobu i později. Jeho adresa je Pop-Lukina 52.
Svoji působnost vykonává pro území opštin Lajkovac, Ljig, Mionica, Osečina a Ub.

## Historie
Historický archiv ve Valjevu byl založen v roce 1948 spolu s dalšími 16 obdobnými institucemi na území NR Srbsko. Původně existoval pod názvem Arhivsko središte (archivní středisko), a to do roku 1952. Začínal ve velmi skromných podmínkách s prostory o velikosti jednoho menšího bytu (75 m2) Poté nesl název Městský státní archiv (srbsky Gradski državni arhiv), a to do roku 1955, následně působil jako Státní archiv srezu Valjevo (srbsky Državni arhiv sreza Valjevo). Svůj současný název získal poté, co archiv přestal být institucí státní, ale stal se institucí, která spadá pod několik municipalit (obcí, opštin), což se stalo v roce 1971. Tyto obce však měly povinnost financovat provoz archivu, což se ukázalo být nesnadné. Ve výsledku tak město Valjevo zajišťovalo téměř 85 % prostředků pro provoz archivu.

## Archivované dokumenty
Knihovna archivu zahrnuje sbírku 7000 titulů, řada z nich jen málo dostupná a velmi stará.